# 总主教宫 (布拉格)

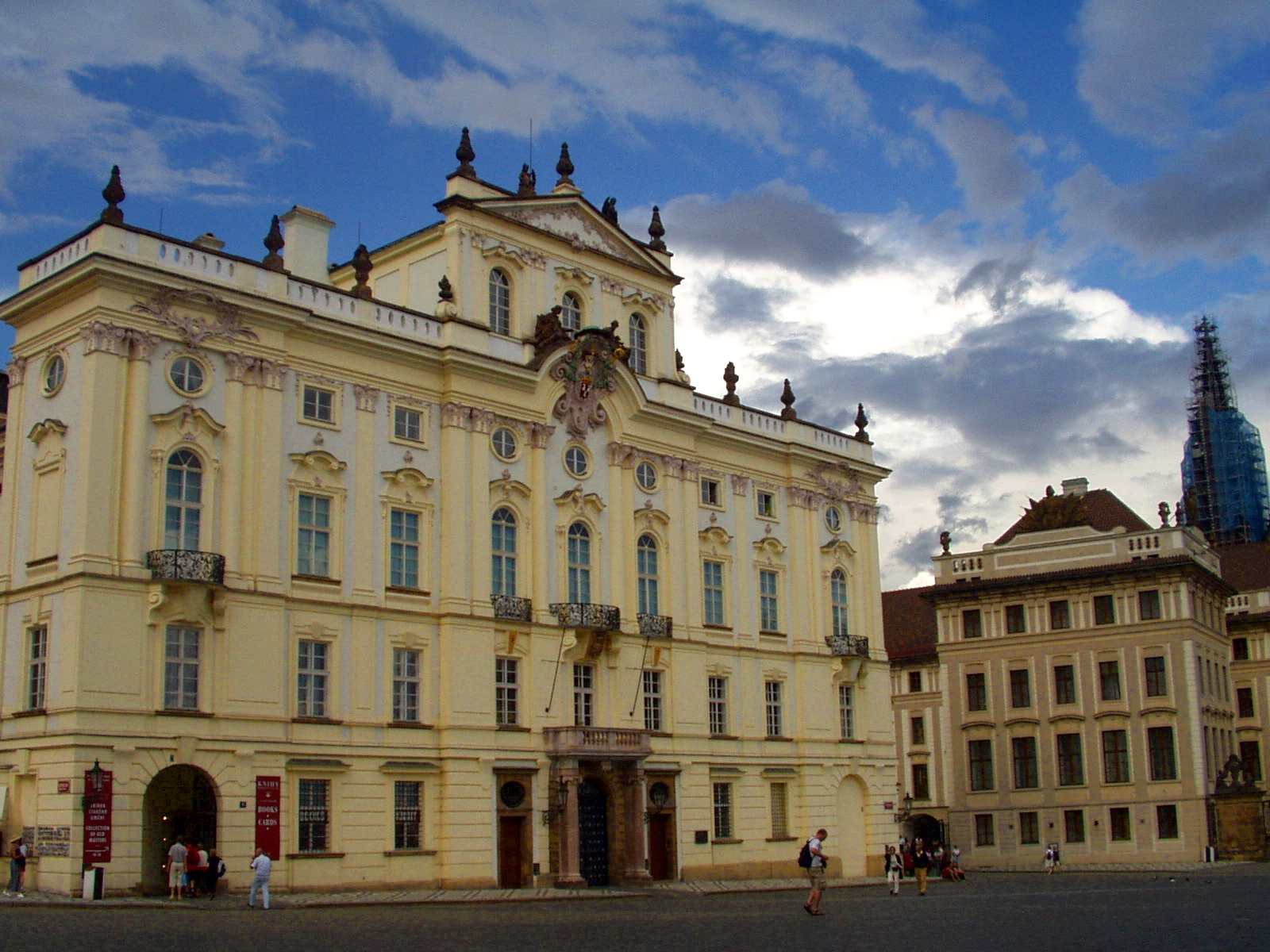
总主教宫

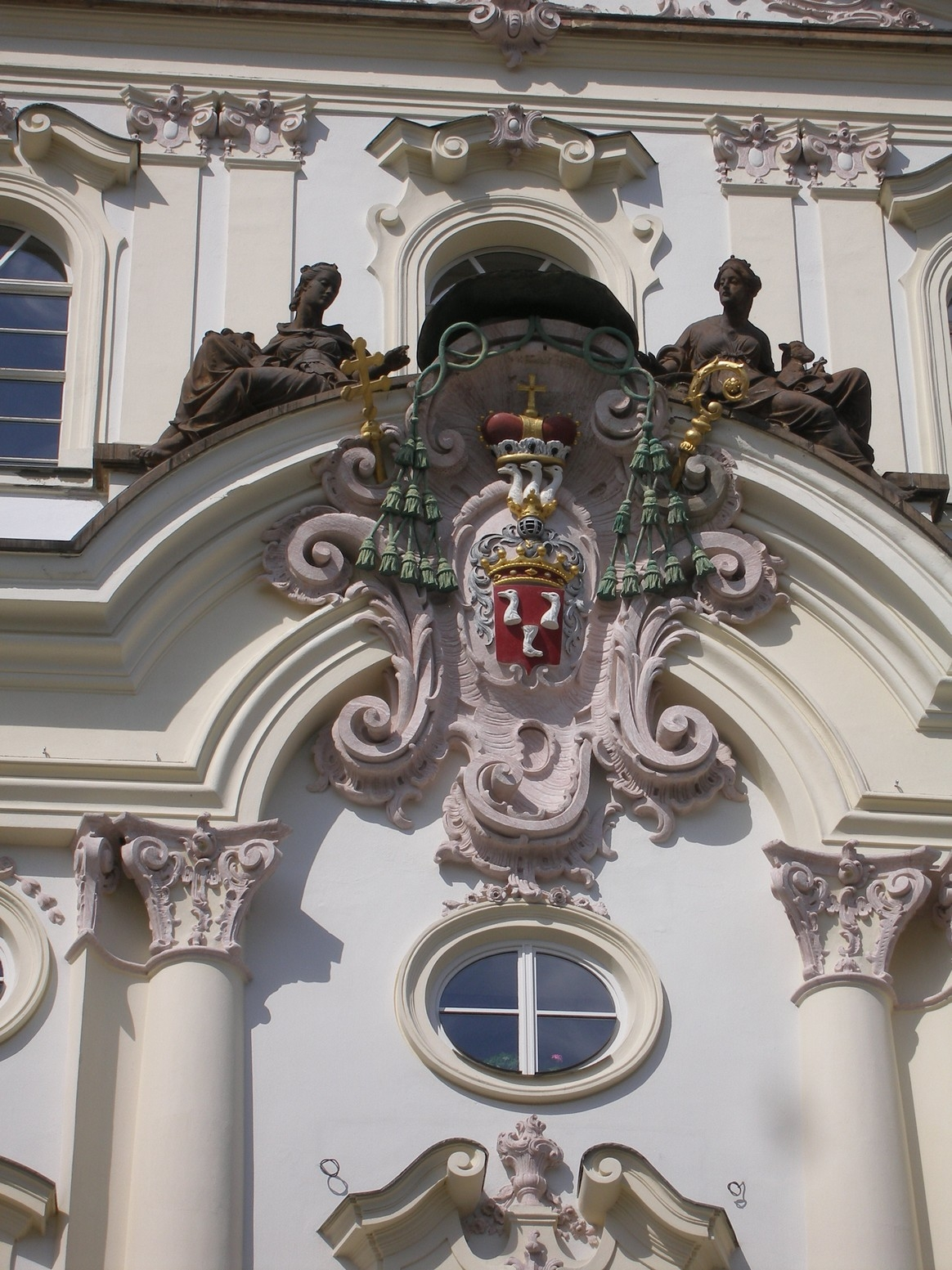
细部

总主教宫（Arcibiskupský palác v Praze）是天主教布拉格总教区的主教府（主教座堂设在城堡内的圣维特主教座堂），座落在捷克首都布拉格，紧邻布拉格城堡大门的城堡广场。其北侧为鹿护城河边坡地，西侧为施特恩伯格宫（Šternberský palác）。
总主教宫的修建经过了几个阶段。此处原是贵族住宅。1564年，布拉格总主教安东尼·布鲁斯·莫海尔尼采将其改建为文艺复兴风格，17世纪，改建为巴洛克风格。